# Setsuko Tsumura
Œuvres principales
Gangu (玩具)
Setsuko Tsumura (津村節子, Tsumura Setsuko) est une écrivain japonaise, née le 5 juin 1928  à Fukui.
Elle était l’épouse de l’écrivain Akira Yoshimura.
Elle obtient le prix Akutagawa en 1965, le prix de l'Académie japonaise des arts en 2003.
Elle est faite membre de l’Académie japonaise des arts en 2003.
Ses œuvres ne sont pas traduites en français.